# ポール・ナッシュ

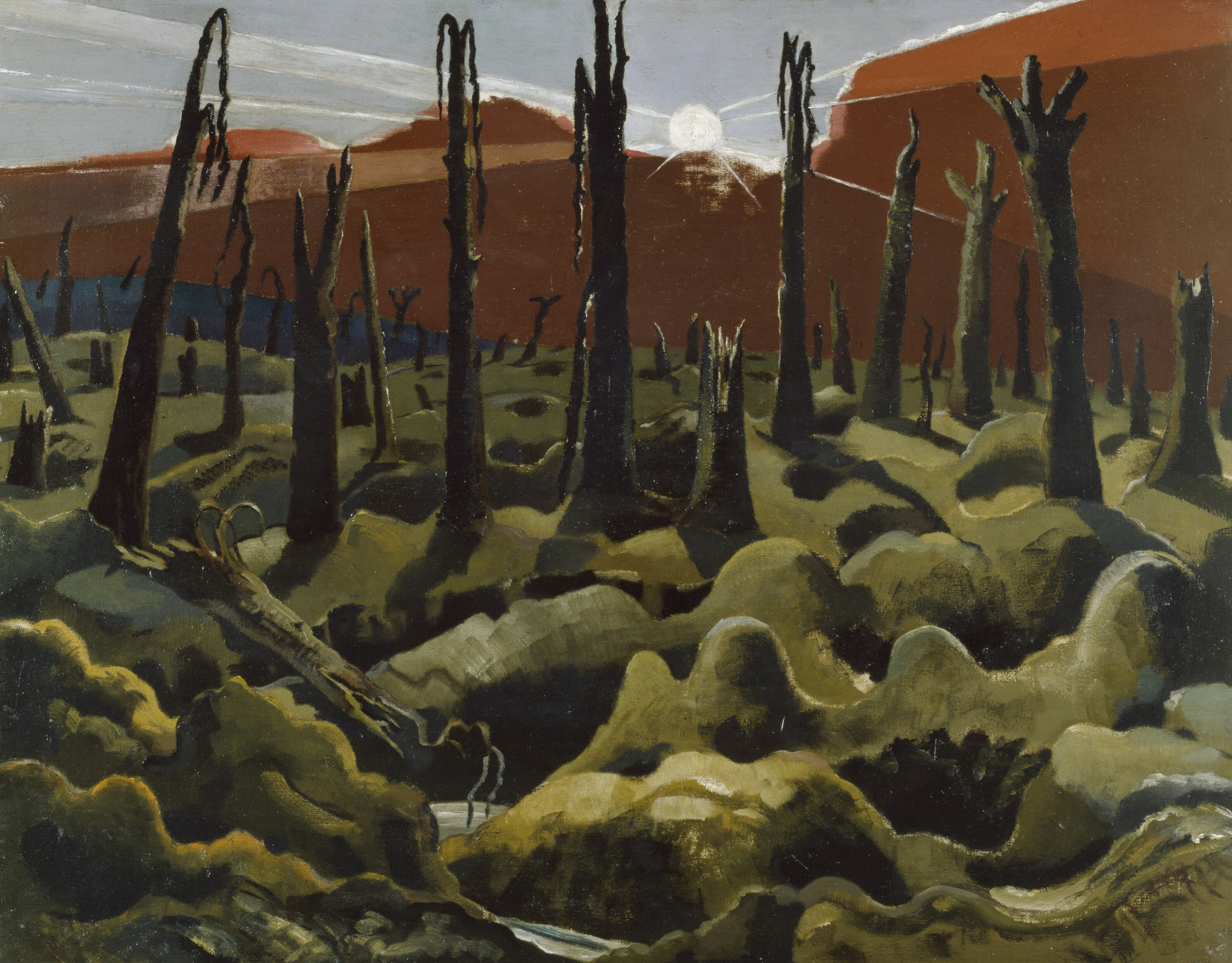
『我々は新しい世界を創造している』(1918年)。

ポール・ナッシュ（Paul Nash, 1889年5月11日 - 1946年7月11日）は、20世紀前半のイギリスを代表する具象系の画家。中でも、シュルレアリスム系統の作品が著名。弟のジョン・ナッシュ（1893 - 1977年）も画家であった。

## 略歴
彼の母キャロライン・ナッシュは精神病にかかっており、その症状が徐々に悪化してきたため、実家を貸出し、父親とピールはアパート暮らし、妹と弟は寄宿学校に泊まることになってしまった。 
イギリスに生まれる。ロンドン・グループ（London Group）やユニット・ワン（Unit One）といった美術家のグループにも参加。これらを通じて、ヴォーティシズムの作家たち（エドワード・ワズワースなど）やベン・ニコルソン（Ben Nicholson, 1894年-1982年）、バーバラ・ヘップワース（Barbara Hepworth, 1903年-1975年）、ヘンリー・ムーアなどとも交流する。
写実的な画風で、風景画や戦争画も描いていた。第一次世界大戦では西部戦線で従軍し、イギリスの「公式戦争画家」として『我々は新しい世界を創造している』などの作品を制作している。シュルレアリスムの作品としては、自然の風景の前に、幾何学的なオブジェを配置したり、不合理かつ謎めいた組み合わせの対象を描く作品が有名。デペイズマンの効果を狙った作品である。

## 代表作
- 巨石記念物の等価物、1935年、テート・ギャラリー所蔵
  - イギリスの田園風景を背景に、突然出現したように、巨大な円柱2本や格子模様のある四角いオブジェ等を配している。ワズワースのような「海のシュルレアリスム」とは異なる系統で、デ・キリコ、ピエール・ロワ風でありながら、より抽象性が増しており、ベン・ニコルソンやヘンリー・ムアなどの影響が感じられる。
  - カラー版20世紀の美術（監修＝末永照和、美術出版社、2000年）の77ページにこの作品の図版が掲載されている